# Hugo Moura
Hugo Moura Arruda da Silva, noto semplicemente  come Hugo Moura (Rio de Janeiro, 3 gennaio 1998), è un calciatore brasiliano, centrocampista del Vasco da Gama.

## Caratteristiche tecniche
È un centrocampista centrale.

## Carriera
Cresciuto nel settore giovanile del Flamengo, he esordito in prima squadra il 18 gennaio 2018 disputando l'incontro del Campionato Carioca vinto 2-0 contro il Volta Redonda. Il 5 maggio dell'anno seguente ha invece debuttato nel Brasileirão in occasione della sfida pareggiata 1-1 in casa del San Paolo.
Il 31 agosto 2020 è stato ceduto in prestito annuale al Coritiba.

## Statistiche
Statistiche aggiornate al 9 agosto 2021.

### Presenze e reti nei club
| Stagione        | Squadra         | Campionato      | Campionato | Campionato | Coppe nazionali | Coppe nazionali | Coppe nazionali | Coppe continentali | Coppe continentali | Coppe continentali | Altre coppe | Altre coppe | Altre coppe | Totale | Totale | Totale |
| Stagione        | Squadra         | Comp            | Pres       | Reti       | Comp            | Pres            | Reti            | Comp               | Pres               | Reti               | Comp        | Pres        | Reti        | Pres   | Reti   |        |
| --------------- | --------------- | --------------- | ---------- | ---------- | --------------- | --------------- | --------------- | ------------------ | ------------------ | ------------------ | ----------- | ----------- | ----------- | ------ | ------ | ------ |
| 2018            | Flamengo        | A/RJ+A          | 1+0        | 0          | CB              | 0               | 0               |                    | -                  | -                  |             | -           | -           | 1      | 0      |        |
| 2019            | Flamengo        | A/RJ+A          | 5+1        | 0          | CB              | 0               | 0               | CL                 | 0                  | 0                  |             | -           | -           | 6      | 0      |        |
| 2020            | Flamengo        | A/RJ+A          | 4+0        | 0          | CB              | 0               | 0               |                    | -                  | -                  |             | -           | -           | 4      | 0      |        |
| 2020            | Coritiba        | A/RJ+A          | 0+28       | 0+1        | CB              | 0               | 0               |                    | -                  | -                  |             | -           | -           | 28     | 1      |        |
| 2021            | Flamengo        | A/RJ+A          | 10+5       | 1+0        | CB              | 0               | 0               |                    | -                  | -                  |             | -           | -           | 15     | 1      |        |
| Totale carriera | Totale carriera | Totale carriera | 59         | 2          |                 | 0               | 0               |                    | -                  | -                  |             | -           | -           | 59     | 2      |        |